# Cidariophanes zofra
Cidariophanes zofra là một loài bướm đêm trong họ Geometridae.